# Rosdory
Rosdory (ukrainisch Роздори; russisch Раздоры Rasdory) ist eine Siedlung städtischen Typs in der Ukraine mit 1783 Einwohnern (2012).

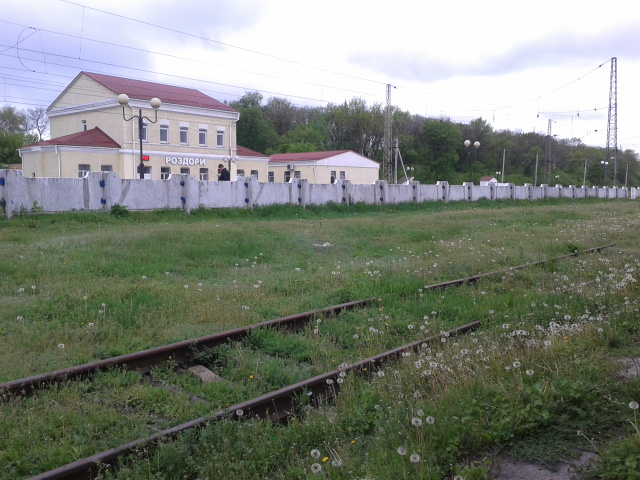
Bahnstation im Ort

Die Siedlung liegt im Rajon Synelnykowe in der zentralukrainischen Oblast Dnipropetrowsk 19 km östlich des Rajonzentrums Synelnykowe.
Der Ort wurde 1778 gegründet, 1882 entstand beim Ort ein Bahnhof, seit 1957 hat er den Status einer Siedlung städtischen Typs.

## Verwaltungsgliederung
Am 8. September 2016 wurde die Siedlung zum Zentrum der neugegründeten Siedlungsgemeinde Rosdory (Роздорська селищна громада/Rosdorska selyschtschna hromada). Zu dieser zählten auch die 8 in der untenstehenden Tabelle aufgelisteten Dörfer sowie die Ansiedlung Wyschnewezke, bis dahin bildete sie zusammen mit den Dörfern Hostryj Kamin, Nowowosnessenska und Rosdollja die gleichnamige Siedlungsratsgemeinde Rosdory (Роздорська селищна рада/Rosdorska selyschtschna rada) im Osten des Rajons Synelnykowe.
Folgende Orte sind neben dem Hauptort Rosdory Teil der Gemeinde:
| Name                           | Name                 | Name                                   |
| ukrainisch transkribiert       | ukrainisch           | russisch                               |
| ------------------------------ | -------------------- | -------------------------------------- |
| Hostryj Kamin                  | Гострий Камінь       | Острый Камень (Ostry Kamen)            |
| Katraschka                     | Катражка             | Катражка                               |
| Nowowosnessenka                | Нововознесенка       | Нововознесенка                         |
| Nowopawlohradske               | Новопавлоградське    | Новопавлоградское (Nowopawlogradskoje) |
| Parne                          | Парне                | Парное (Parnoje)                       |
| Rosdollja                      | Роздолля             | Раздолье (Rasdolje)                    |
| Starowyschnewezke              | Старовишневецьке     | Старовишневецкое (Starowischnewezkoje) |
| Wodjane                        | Водяне               | Водяное (Wodjanoje)                    |
| Wyschnewezke (bis 2016 Frunse) | Вишневецьке (Фрунзе) | Вишневецкое (Wischnewezkoje)/Фрунзе    |